# Gari costulata
Gari costulata är en musselart. Gari costulata ingår i släktet Gari och familjen Psammobiidae. Inga underarter finns listade i Catalogue of Life.